# Los Straitjackets
A Los Straitjackets amerikai, instrumentális zenét játszó együttes. 1988-ban alakult a Tennessee állambeli Nashville-ben. Instrumentális rock, garázsrock, surf rock és rock’n’roll műfajokban játszanak. A zenekar tagjai maszkokat viselnek. Első nagylemezük 1995-ben jelent meg.

## Tagok
- Eddie Angel - gitár (1988, 1994-)
- Pete Curry - basszusgitár (1988-)
- Chris Sprague - dob (2012-)
- Greg Townson - gitár (2010-)

## Korábbi tagok
- Danny Amis - gitár (1988, 1994-2017)
- E. Scott Esbeck - basszusgitár (1994-1998)
- Jimmy Lester - dob (1988, 1994-2006)
- Jason Smay - dob (2005-2012)

## Diszkográfia
- The Utterly Fantastic and Totally Unbelievable Sound of Los Straitjackets (1995)
- Viva! Los Straitjackets (1996)
- The Velvet Touch of Los Straitjackets (1999)
- Sing Along with Los Straitjackets (2001)
- Encyclopedia of Sound (2001)
- 'Tis the Season for Los Straitjackets! (2002)
- Supersonic Guitars in 3-D (2003)
- Play Favorites (2004)
- Encyclopedia of Sound, Vol. 2 (2006)
- The Further Adventures of Los Straitjackets (2009)
- Yuletide Beat (2009)
- Jet Set (2012)
- Play the Great Instrumental Hits!!!!! (2014)
- What's So Funny About Peace Love and... (2017)